# Видиковац Зеленика
Видиковац Зеленика налази се поред пута Перућац – Митровац и са њега се пружа један од најлепших погледа на долину Дрине, ХЕ „Бајина Башта“ и језеро Перућац и предео Осата у Републици Српској. Видиковац се налази на планини Тари, у оквиру НП Тара.

## О видиковцу
Поводом Дана чистих планина и Светског дана туризма, 27. септембра 2022. године ЈП ,,Национални парк Тара“ је отворило видиковац Зеленику, који се налази на 555 м надморске висине. На каскадном платоу урађена је дрвена ограда и постављено шест модерно и функционално дизајнираних надстрешница са столицама, столовима и лежаљкама. Постављене су инфо табле и пратећа инфраструктура.
Видиковац је назван по имену које за Дрину Срби користе вековима.

## Галерија
- Поглед са видиковца
- Поглед са видиковца
- Дрвена надстрешница на видиковцу
- Дрвене надстрешнице на видиковцу
- Дрвене надстрешнице на видиковцу
- Дрвена надстрешница на видиковцу
- Дрвена надстрешница на видиковцу
- Дрвена надстрешница на видиковцу
- Дрвене надстрешнице на видиковцу
- Поглед са видиковца
- Дрвене надстрешнице на видиковцу